# Arantza Quiroga Cía
Arantza Quiroga Cía (Irun, Guipúscoa, 26 de juliol de 1973) és una política basca i presidenta del Partit Popular del País Basc des de 2013 fins a la seva dimissió en 2015.
Llicenciada en Dret per la UNED, casada i mare de cinc fills, és una de les figures més visibles de la política basca i espanyola, per haver estat el primer membre del Partit Popular a ocupar la presidència del Parlament Basc, després d'unes eleccions en les quals, per primera vegada, el Partit Nacionalista Basc va perdre la presidència del Govern Basc. Va exercir aquest càrrec entre els anys 2009 i 2012.

## Biografia
Arantza Quiroga va néixer a Irun. El seu pare, val·lisoletà, havia arribat al País Basc amb catorze anys i treballava en una fusteria metàl·lica. La seva mare era basca i bascoparlant. Encara que la família de la seva mare li parlava en basc quan era petita, Arantza no el parla, encara que sí que l'entén.
La seva mare va voler que votés al Partit Nacionalista Basc quan va aconseguir la majoria d'edat, però ella va manifestar la seva preferència pel Partit Popular. Als 19 anys es va afiliar a les Noves Generacions del Partit Popular. Amb 21, el 1995, i a proposta de José Eugenio Azpiroz, es va presentar a les eleccions municipals a Irun per aquest partit, resultant triada regidora. En aquesta època, la pressió terrorista feia molt complicat trobar candidats per a les llistes del Partit Popular.
Als 24 anys, i després de tres com a regidora, va acudir a unes jornades del partit a Madrid en commemoració de les primeres eleccions democràtiques, on va fer un dels discursos i va causar molt bona impressió a José María Aznar. A partir d'aquest moment, la seva carrera política va començar a transcórrer de manera ascendent.
El 1998 va ser escollida parlamentària basca, revalidant el seu càrrec en la cambra basca durant disset anys. El 2008 va ser elegida sotssecretària general del PP al País Basc durant el XII Congrés regional del partit, en el qual Antonio Basagoiti va ser elegit president substituint María San Gil.
Va ser cap de llista per Guipúscoa en les eleccions al Parlament Basc de 2009 i va ser escollida de nou parlamentària. Després de l'acord entre el Partit Popular del País Basc i el Partit Socialista d'Euskadi per donar suport a la investidura de Patxi López, Arantza Quiroga va ser triada presidenta de la cambra basca el 3 d'abril amb 38 vots, enfront dels 36 vots a favor de la seva predecessora en el càrrec Izaskun Bilbao, candidata del PNB.
En les eleccions al Parlament Basc de 2012 va ser novament triada com a parlamentària per Guipúscoa. Va deixar de ser la presidenta del Parlament Basc a causa de la nova majoria nacionalista que impedia revalidar l'acord entre el PSE i el PP. La seva successora va ser Bakartxo Tejeria del PNB, també escollida per Guipúscoa i exalcaldessa de Villabona-Amasa.
El maig de 2013 va ser elegida presidenta del Partit Popular del País Basc després de la renúncia d'Antonio Basagoiti. Va dimitir del càrrec l'octubre de 2015 després que el PP l'obligués a retirar la seva iniciativa per crear una ponència de Llibertat i Convivència dirigida a tots els partits del Parlament Basc, inclòs EH Bildu.

## Ideologia
Quiroga manté un discurs de condemna i rebuig al terrorisme d'ETA i de suport a les víctimes d'aquesta organització. El seu discurs ideològic posa l'accent, entre altres coses, en la falta de llibertat al País Basc, la seva oposició a l'avortament i la seva defensa de la família tradicional. A més està a favor d'una reforma del programa educatiu per inculcar valors de pau entre els joves bascos.
Després de conèixer-se la seva candidatura a la presidència del Parlament Basc, Quiroga va declarar en una entrevista pertànyer a l'«ala conservadora del PP». Posteriorment, ja com a presidenta del Parlament, va matisar que tal identificació era conseqüència de ser catòlica, haver-ho fet públic i tractar de ser coherent amb aquesta religió.
En el plànol de l'educació, ha expressat la necessitat de reformar el sistema educatiu basc per inculcar valors en la joventut. Quiroga ha afirmat que la clau es troba a retornar protagonisme a les famílies, perquè les escoles han estat «per molt temps sales d'experiment de diverses elits polítiques, més ocupades a adoctrinar que a educar».
La qüestió del terrorisme és també molt important. La seva experiència com a política basca està marcada per la violència d'ETA. Les víctimes de l'organització són per Quiroga «el principal referent de seny enmig de la barbàrie», perquè «ningú més ha sentit el més fosc de la naturalesa humana, l'odi cec».
En matèria autonòmica, Quiroga defensa les institucions polítiques de l'autogovern basc. Sosté que la descentralització és un imperatiu jurídic comunitari, derivat del principi de subsidiarietat, segons el qual els centres de decisió política han d'estar el més a prop possible al ciutadà. Defensa per això la necessitat que els parlaments regionals aconsegueixin major protagonisme a nivell europeu. En les reunions de la Conferència de les Assemblees Legislatives Regionals d'Europa (CALRE) ha defensat que «l'Europa de les regions és compatible amb una Europa dels Estats», perquè són dues escales de governança que han de ser complementàries. També defensa, per això, la legitimitat del concert econòmic basc enfront dels seus detractors, per considerar-ho expressió institucional legítima del principi de subsidiarietat, que a més compta amb una tradició històrica de més d'un segle.
Defensa la necessitat d'un «canvi de mentalitat» en els esquemes laborals que permeti desenvolupar el «potencial productiu de la dona». Quiroga apunta el creixent protagonisme que la dona està adquirint en l'economia, i la seva ascendent presència en els sectors de major creixement com els serveis, la sanitat o l'educació. Per ella, uns dels principals llastos que afronta la dona treballadora avui dia és la virtual impossibilitat de conciliar treball i família. Davant això, assenyala la necessitat de mesures de conciliació.
Es declara també contrària a l'avortament i defensora de la vida, argumentant que el fetus és un ésser humà des del mateix moment de la concepció. Quiroga considera que la Constitució protegeix la llibertat de la dona sobre el seu propi cos, i que ningú té dret a disposar de la vida d'un altre ésser humà, es trobi en el ventre de la mare o es tracti d'un adult.